# Rigid-Spine-Syndrom
Das Rigid-Spine-Syndrom ist eine seltene angeborene Erkrankung mit den Hauptmerkmalen einer zunehmenden Beugeeinschränkung der Wirbelsäule. Diese eher klinisch-beschreibende Bezeichnung umfasst sowohl die Formen der  Emery-Dreifuss-Muskeldystrophie als auch Erkrankungen, die zu den Kongenitalen Muskeldystrophien gezählt werden.
Synonyme sind: RSS; englisch Rigid spine muscular dystrophy-1; RSMD1
Die Erstbeschreibung des Krankheitsbildes stammt aus dem Jahre 1971 durch den südafrikanischen Pädiater Victor Dubowitz.
Aktuell wird das Krankheitsbild als Form der Kongenitalen Muskeldystrophie als SEPN1-related CMD geführt.

## Verbreitung
Die Häufigkeit und Vererbungsmechanismus sind bislang nicht bekannt.

## Ursache
Der Erkrankung liegen üblicherweise Mutationen im SEPN1-Gen auf Chromosom 1 Genort p36.11 zugrunde, welches für Selenoprotein N1 kodiert, allerdings wurden auch andere Mutationen beschrieben.

## Klinische Erscheinungen
Klinische Kriterien sind:
- Krankheitsbeginn teilweise bereits ab Geburt spätestens in den ersten 10 Lebensjahren
- zunehmende Flexionseinschränkung bis S-förmiger Skoliose
- oft auch Kontrakturen am Ellbogen
- zunehmende Ateminsuffizienz

## Diagnose
In der Kernspintomographie finden sich umschriebene Veränderungen am Oberschenkel am Musculus sartorius und Musculus adductor magnus.
Im Blutserum ist die Creatin-Kinase erhöht, die Elektromyografie pathologisch.

## Differentialdiagnose
Abzugrenzen sind:
- Central-Core-Myopathie
- Multicore-Myopathie
- Myotubuläre Myopathie
- Morbus Pompe